# マジックのタネ教えます
『マジックのタネ教えます』（マジックのタネおしえます）は、1982年11月25日に日本テレビ系列の『木曜スペシャル』で放送された特別番組（奇術番組）である。

## 概要
マジックのテクニックは、昔から夢を追う人々によって考え出されてきた。いわば「だましの世界」といえる。それだけにテクニックは極秘中の極秘で、公開されるのがタブーとされてきた。

この番組では、あえてマジックのタブーに挑戦、「美女切断」「空中浮遊」「消滅」「初代引田天功の水槽脱出」の4つのマジックの裏側を、ビートたけし・芹沢博文・水野晴郎・中尾ミエの4人が推理するとともに、その謎を解き明かしていく。
後年同局で放送される『トリックハンター』の原点とも言うべき番組だが、奇術のタブー「種明かし」をテレビ番組で放送されるという事で、日本奇術協会からかなりの抗議も有った。

## 出演者

### 司会
- 宍戸錠[1]

### 解答者
- ビートたけし
- 芹沢博文
- 水野晴郎
- 中尾ミエ

### その他
- シェリー
- 初代引田天功（VTRのみ）ほか

### ナレーター
- 熊倉一雄 - 冒頭、古典奇術「笑う生首」として顔出しで出演し、当番組に関する事を述べた。